# Tày jezik
Tày jezik (ISO 639-3: tyz; ostali nazivi: Ngan, Phen, T’o, Tai Tho, “Thô”, Thu Lao), jezik centralne tai podskupine, kojim govori oko 1 480 000 ljudi u Vijetnamu (1999 popis) u provincijama Cao Bàng, Lang Son, Hà Giang, Tuye Quang, Bác Thái, Quang Ninh, Hà Bac i Lam Dòng blizu kineske granice. Nepoznat broj govori ga i u SAD-u i Francuskoj i moža u Laosu.
Sličan je Nungu [nut] a ima više dijalekata: centralni tày, istočni tày, južni tày, sjeverni tày, tày trung khanh, thu lao, tày bao lac. 

## Vanjske poveznice
- Ethnologue (14th)
- Ethnologue (15th)
- The Tay Language